# Fahr zur Hölle
Fahr zur Hölle (Flash and Bones) ist der 14. Kriminalroman der US-amerikanischen Autorin Kathy Reichs. Veröffentlicht wurde er 2011 durch den Scribner-Verlag, die deutsche Übersetzung von Klaus Berr erschien ebenfalls 2011 im Karl Blessing Verlag. In diesem Roman beschäftigt sich Reichs mit dem Rennsport, im Speziellen der NASCAR, die sich in ihrer Heimatstadt Charlotte großer Beliebtheit erfreut.

## Inhalt
Der Fund einer Leiche auf einer Müllhalde, nahe dem Charlotte Motor Speedway, veranlasst Dr. Temperance Brennan, die Ermittlungen zu einem mehr als zehn Jahre alten, ungelösten Fall wieder zu eröffnen. Damals war ein junges Pärchen verschwunden, das Verbindungen zu der „Patriot Posse“ hatte, einer rechtsextremen Vereinigung. Zusammen mit Detective Erskine „Skinny“ Slidell und dem Ex-Cop Cotton Galimore, der damals den Fall bearbeitete, versucht sie herauszufinden, was damals geschehen ist. Während sie sich privat mit ihrem Ex Pete und dessen Verlobter Summer herumschlagen muss, werden die Ermittlungen immer wieder von unkooperativen FBI-Beamten behindert. Es stellt sich schließlich heraus, dass das Paar – Cindi Gamble und Cale Lovett – damals von Cales Vater Craig Bogan getötet wurde, da dieser – Frauenhasser und fanatischer NASCAR-Fan – Cindi an einer Karriere als Rennfahrerin hindern wollte und nicht ertragen konnte, dass sein Sohn die Patriot Posse für Cindi verlassen wollte.